# Formación Hornitos
La formación Hornitos es una formación geológica del campaniense de la cuenca del Algarrobal en la Región de Atacama el norte de Chile. La formación comprende calizas, areniscas, conglomerados, margas y toba. Los restos de dinosaurios se encuentran entre los fósiles que se han recuperado de la formación, incluido el saurópodo Arackar licanantay.

## Descripción
La formación Hornitos, depositada en la cuenca del Algarrobal, comprende areniscas, calizas, conglomerados y caliches, intercalados con lavas y brechas andesíticas y diversas rocas volcánicas. Entre estos últimos se encuentra una llamativa capa de toba lítica rio-dacítica, que alcanza hasta 10 metros (32,8 pies) de espesor. Los huesos de titanosaurios indeterminados aparecen en un estrato de piedra caliza margosa de 10 metros (32,8 pies) de espesor con concreciones calcáreas del tamaño de un decímetro. Las piezas más pequeñas se encontraron como laminaciones, mientras que la pieza más grande se incluyó en la piedra caliza.
Anteriormente se pensaba que la formación Hornitos pertenecía al Paleoceno al Eoceno. Sin embargo, actualmente se cree que la formación puede ser más antigua y pertenecer al Cretácico Inferior, ya que un granito invadió las rocas alrededor de 105 ± 10 Ma.